# Jacopo Sannazaro
Jacopo Sannazaro (Nápoles, Reino de Nápoles, 28 de julio de 1458 - Nápoles, 1530) fue un escritor italiano del Renacimiento que escribió sus obras en latín clásico y vulgar.

## Biografía
Sannazaro (cuyo nombre con cierta frecuencia se transcribe también Iacobo Sannazzaro) era un napolitano descendiente de una noble familia de la Lomellina. Su infancia y adolescencia transcurrieron en San Cipriano Piacentino. Estudió en la  Academia Pontaniana de Nápoles, presidida por el célebre humanista Giovanni Pontano. Allí publicó con el pseudónimo literario de Actius Syncerus. En ella colaboraban y publicaban, en italiano o en latín, humanistas o poetas como Antonio Minturno, Girolamo Seripando, Luigi Tansillo, Bernardo Tasso o Giulio Cesare Caracciolo. Allí escribieron también españoles como el erasmista Juan de Valdés, el poeta toledano Garcilaso de la Vega o el historiador y humanista Juan Ginés de Sepúlveda. Giacomo Pontano fue su amigo y le dedicó su diálogo sobre la poesía Actius, 
Sannazaro, culto humanista y poeta también, dejó numerosas obras en latín e italiano. Entre las primeras se recuerdan sus Bucólicas, de inspiración virgiliana, las cinco Eclogae piscatoriae, que describen el Golfo de Nápoles, tres libros de Elegías y el poema sacro De partu Virginis, que no fue publicado sino en 1526. Entre las obras en vulgar, destacan sus Gliommeri, importante para la paremiología italiana, las Farse o farsas y las Rime, inspirándose en las de Francesco Petrarca
Su obra maestra en lengua vulgar es la Arcadia (Venecia, 1502, y sucesivas ediciones aldinas), una de las obras más representativas del gusto humanístico y cuyo éxito dio origen al género renacentista de la novela pastoril. Se trata de una novela compuesta de doce églogas precedidas cada una de un amplio pasaje narrativo en prosa. Cuenta la vida del joven Sincero (el poeta mismo), el cual, tras una desilusión amorosa, deja Nápoles y se marcha a la Arcadia, donde encuentra una cierta paz y serenidad de espíritu gustando la simple vida de los pastores-poetas de la región. Pero un sueño terrible le induce a volver a Nápoles, donde se entera de la muerte de su amada. 
La Arcadia consolidó un género, el de la novela pastoril, en la literatura italiana y europea, y fue considerada modelo y arquetipo de la prosa poética. Influyó poderosamente en la Inglaterra isabelina (Philip Sidney) y la Castilla del Renacimiento (La Arcadia de Lope de Vega; Jorge de Montemayor y su Los siete libros de la Diana) y del manierismo (Bernardo de Balbuena y su Siglo de Oro en las selvas de Erifile).